# Prvo zasjedanje AVNOJ-a
Prvo zasjedanje Antifašističkog vijeća narodnog oslobođenja Jugoslavije održano je u Bihaću od 26. do 27. studenog 1942. godine. Na ovom zasjedanju je ujedno i bilo osnovano Antifašističko vijeće narodnog oslobođenja Jugoslavije.
Na Prvom zasjedanju skupština delegata KPJ, kojoj je od 78 delegiranih predstavnika prisustvovalo samo 54 delegata zbog teških ratnih prilika, izglasala je „Rezoluciju o osnivanju AVNOJ-a“ i „Rezoluciju o organizaciji AVNOJ-a“. Novoosnovano tijelo je označeno kao općenacionalno i općepartijsko političko predstavništvo Narodnooslobodilačke borbe u Jugoslaviji, koja se oslanja na narodnooslobodilačke odbore i masovne antifašističke organizacije, partijske i izvanpartijske. Ono nije bilo konstituirano kao vrhovni organ državne vlasti, ali su njegova organizacija i djelatnost pokazivali da ono ima odlike predstavničkog organa sa oznakama najvišeg organa vlasti.
Kao glavno tijelo AVNOJ-a utemeljen je Izvršni odbor, u koji su bili izabrani: za predsjednika dr. Ivan Ribar, za potpredsjednike dr. Pavle Savić, Nurija Pozderac i Edvard Kardelj, a naknadno je kooptiran i Edvard Kocbek, a za članove Mile Peruničić, Ivan Milutinović, dr. Sima Milošević, pop Vlada Zečević, Mladen Iveković i Veselin Masleša. Izvršni odbor AVNOJ-a imao je predsjednika, četiri potpredsjednika i šest članova. 
Izvršni odbor AVNOJ-a (koji je imao odsjek za gospodarsko – financijske, prosvjetne, unutrašnje poslove, zdravstveni, socijalni, propagandni i vjerski odsjek) koordinirao je rad Narodnooslobodilačkih odbora (NOO), razgraničavao rad vojnopozadinskih i civilnih organa vlasti, brinuo se o snabdijevanju vojske NOP-a i stanovništva, radio na obnovi i oživljavanju gospodarstva, osnivao škole i narodna sveučilišta, borio se protiv nepismenosti, regulirao pitanje napuštene zemlje, rješavao pitanja zdravlja i socijalnog zbrinjavanja, raspisivao zajam, itd. 
AVNOJ je dao inicijativu za stvaranje zemaljskih antifašističkih vijeća i oblasnih Narodnooslobodilačkih odbora, čime je dao značajan doprinos povezivanju Narodnooslobodilačkih odbora u jedinstven sustav vlasti.

## Unutarnje poveznice
- Drugo zasjedanje AVNOJ-a
- Treće zasjedanje AVNOJ-a
- Dodatak:Sudionici prvog zasjedanja Antifašističkog vijeća narodnog oslobođenja Jugoslavije